# Alex North
Alex North (Isadore Soifer: Chester, Pensilvania, 4 de diciembre de 1910-Los Ángeles, 8 de septiembre de 1991) fue un compositor estadounidense de música de cine. Es quien más veces ha sido nominado al premio Oscar como autor de bandas sonoras (hasta en 14 ocasiones), sin conseguir nunca el premio en esa categoría. A cambio en 1986 recibió el primer Óscar honorífico concedido a un compositor.

## Biografía
Estudió en la Juilliard School of Music de Nueva York, siguiendo sus estudios en Rusia. A la vuelta a Estados Unidos compone música teatral para varios autores, entre los que se encuentra Elia Kazan, que le daría la oportunidad de hacer su estreno en el cine. 
Compuso una gran partitura para la película 2001: una odisea del espacio, pero Stanley Kubrick, la descartó para luego incluir música clásica de Richard Strauss, Johann Strauss y otros. Coincidiendo con el 25 aniversario de la película, salió a la luz de la mano de Jerry Goldsmith, dirigiendo a la National Philharmonic Orchestra de Londres.
Fue candidato al premio Oscar en 14 ocasiones, pero no se le concedió ninguno. Sin embargo, en la entrega de premio Oscar de 1985, se le concedió un premio especial, el Óscar honorífico, en reconocimiento a sus destacadas bandas sonoras. 
También fue el creador de la música de una de las series más famosas de la televisión, Hombre rico, hombre pobre y de la canción Unchained melody, bastante recordada y utilizada como fue en la película Ghost.
Falleció a la edad de 80 años el 8 de septiembre de 1991 en Los Ángeles, California.

## Filmografía (incompleta)
- 1951 - Un tranvía llamado deseo (candidatura al premio Oscar)
- 1951 - La muerte de un viajante (candidatura al premio Oscar)
- 1952 - Viva Zapata! (candidatura al premio Oscar)
- 1955 - La rosa tatuada (candidatura al premio Oscar)
- 1955 - Unchained Melody (sólo tema musical)
- 1956 - La mala semilla
- 1956 - The Rainmaker (candidatura al premio Oscar)
- 1956 - Un rey para cuatro reinas
- 1958 - Sed de triunfo
- 1958 - South Seas Adventure
- 1959 - The Sound and the Fury
- 1961 - Vidas rebeldes
- 1960 - Espartaco (candidatura al premio Oscar)
- 1963 - Cleopatra (candidatura al premio Oscar)
- 1964 - El gran combate
- 1965 - El tormento y el éxtasis (candidatura al premio Oscar)
- 1966 - ¿Quién teme a Virginia Woolf? (candidatura al premio Oscar)
- 1968 - 2001:Una odisea espacial (Rechazada en el montaje final)
- 1968 - La brigada del diablo
- 1968 - Las sandalias del pescador (candidatura al premio Oscar)
- 1969 - Antes amar... después matar
- 1972 - Los indeseables
- 1974 - Shanks (candidatura al premio Oscar)
- 1975 - Muerde la bala (candidatura al premio Oscar)
- 1979 - Sangre sabia
- 1981 - Dragonslayer (candidatura al premio Oscar)
- 1984 - Bajo el volcán (candidatura al premio Oscar)
- 1985 - Muerte de un viajante
- 1985 - El honor de los Prizzi
- 1987 - The Dead
- 1988 - Good Morning, Vietnam

## Premios y distinciones
Premios Óscar
| Año  | Categoría                                              | Película                      | Resultado |
| ---- | ------------------------------------------------------ | ----------------------------- | --------- |
| 1952 | Mejor banda sonora de una película dramática o comedia | Muerte de un viajante         | Nominado  |
| 1952 | Mejor banda sonora de una película dramática o comedia | Un tranvía llamado Deseo      | Nominado  |
| 1953 | Mejor banda sonora de una película dramática o comedia | ¡Viva Zapata!                 | Nominado  |
| 1956 | Mejor banda sonora de una película dramática o comedia | La rosa tatuada               | Nominado  |
| 1956 | Mejor canción original                                 | Sin cadenas                   | Nominado  |
| 1957 | Mejor banda sonora de una película dramática o comedia | El farsante                   | Nominado  |
| 1961 | Mejor banda sonora de una película dramática o comedia | Espartaco                     | Nominado  |
| 1964 | Mejor banda sonora original                            | Cleopatra                     | Nominado  |
| 1966 | Mejor argumento y guion original                       | El tormento y el éxtasis      | Nominado  |
| 1967 | Mejor Banda Sonora Original                            | ¿Quién teme a Virginia Woolf? | Nominado  |
| 1969 | Mejor Banda Sonora Original                            | Las sandalias del pescador    | Nominado  |
| 1975 | Mejor banda sonora dramática original                  | Shanks                        | Nominado  |
| 1976 | Mejor banda sonora dramática original                  | Muerde la bala                | Nominado  |
| 1982 | Mejor banda sonora original                            | Dragonslayer                  | Nominado  |
| 1985 | Mejor banda sonora original                            | Under the Volcano             | Nominado  |
| 1986 | Óscar Honorífico                                       | Óscar Honorífico              | Ganador   |